# (15468) Mondriaan
(15468) Mondriaan est un astéroïde de la ceinture principale.

## Description
(15468) Mondriaan est un astéroïde de la ceinture principale. Il fut découvert le 14 janvier 1999 à Kitt Peak par le projet Spacewatch. Il présente une orbite caractérisée par un demi-grand axe de 2,91 UA, une excentricité de 0,02 et une inclinaison de 1,8° par rapport à l'écliptique.

## Compléments